# Erdős Márton
Erdős Márton (Budapest, 1944. szeptember 17. – 2020. november 25.) magyar birkózó, edző.

## Pályafutása
1960 és 1963 között a Bp. Mélyépítők, 1964 és 1974 között a Bp. Honvéd birkózója volt. 1966 és 1972 között a válogatott keret tagja volt. Részt vett az 1968-as mexikóvárosi olimpián, de helyezetlenül fejezte be a versenyt. Legjobb nemzetközi eredményi az 1968-as szkopjei Európa-bajnokságon elért negyedik helyezés volt. A magyar bajnokságban két egyéni és tíz csapatbajnoki címet szerzett. 1976-ban Testnevelési Főiskolán edzői oklevelet szerzett. 1989-től 2017-ig a BVSC-nél volt utánpótlásedző. Tanítványa volt Kiss Balázs világbajnok birkózó.

## Eredményei
szabadfogásban
- Európa-bajnokság
  - 4.: 1968, Szkopje (lepke)
  - 6. (2): 1967, Isztambul (lepke), 1970, Berlin (52 kg)
- Országos bajnokság – egyéni
  - bajnok (2): 1967, 1968 (lepke)
  - 2. (3): 1969, 1971, 1972 (52 kg)
  - 3. (2): 1966 (lepke), 1974 (52 kg)
- Országos bajnokság – csapat
- bajnok (5): 1966, 1967, 1968, 1970, 1971

kötöttfogásban
- Országos bajnokság – egyéni
  - 2. (2): 1968 (lepke), 1969 (52 kg)
  - 3.: 1967 (lepke)
- Országos bajnokság – csapat
  - bajnok (5): 1964, 1965, 1967, 1968, 1973